# 유럽 영화상

유럽 영화상(The European Film Awards)은 1988년 이후로 유럽 영화 아카데미에서 유럽의 영화들 중 우수한 작품을 인정하기 위해 매년 수여하는 영화상이다. 시상은 10가지 이상의 부문으로 되어 있으며 1년 동안의 영화들 중 가장 중요한 작품을 고르는 경쟁식이다. 출품에는 제한이 있는데, 유럽의 영화사에서 유럽인 제작자들과 유럽인 배우들로 제작된 영화여야 한다.
1988년부터 시작했으나, 90년대 중반 들어 영화제의 위신과 중요성이 점점 줄어들었다. 그러다 21세기 초에 들어 영화제의 중요성이 현저하게 상승했다. 이 상은 처음엔 펠릭스상이라고 불렸으나, 이후에 유럽영화상으로 이름을 바꿨다.
개최지는 격년 주기로 바뀌는데, 한 해는 베를린에서 열리고 그 이듬해는 다른 유럽 도시들 중 한 곳에서 열리는 식으로 개최된다. 2008년에는 코펜하겐에서 12월 6일에 열렸다.
2022년 러시아의 우크라이나 침공으로 인해 러시아 영화는 2022년 유럽 영화상에서 제외되었다.

## 개최 도시
| 회 | 연도 | 시상식 장소                     | 도시       | 시상자                                    | 날짜             |
| -- | ---- | ------------------------------- | ---------- | ----------------------------------------- | ---------------- |
| 1  | 1988 | 베스텐스 극장                   | 베를린     | 얀 니클라스, 데지레 노스부시              | 1988년 11월 26일 |
| 2  | 1989 | 샹젤리제 극장                   | 파리       | 페르난도 레이, 아네스 소랄                | 1989년 11월 22일 |
| 3  | 1990 | 글래스고 로열 콘서트 홀         | 글래스고   | 셰나 맥도널드, 멜빈 브래그                | 1990년 12월 2일  |
| 4  | 1991 | Babelsberg                      | 포츠담     | 데지레 노스부시-베커, 요하네스 빌음스     | 1991년 12월 1일  |
| 5  | 1992 | Babelsberg                      | 포츠담     | 젠타 베르거, 벤 킹즐리                    | 1992년 11월 25일 |
| 6  | 1993 | Babelsberg                      | 포츠담     | 파니 아르당                               | 1993년 12월 4일  |
| 7  | 1994 | Spiegelzelt                     | 베를린     | -                                         | 1994년 11월 27일 |
| 8  | 1995 | Bar jeder Vernunft              | 베를린     | -                                         | 1995년 11월 12일 |
| 9  | 1996 | Blue Tent in Lützowplatz        | 베를린     | -                                         | 1996년 11월 8일  |
| 10 | 1997 | 플루그하펜 템펠호프             | 베를린     | 타니아 브라이어                           | 1997년 12월 7일  |
| 11 | 1998 | 올드 빅 극장                    | 런던       | 멜 스미스, 캐롤 부케                      | 1998년 12월 4일  |
| 12 | 1999 | 실러 극장                       | 베를린     | 멜 스미스, 캐롤 부케                      | 1999년 12월 4일  |
| 13 | 2000 | 샤이요 국립 극장                | 파리       | 루퍼트 에버릿, 앙투안 드 칸니스           | 2000년 12월 2일  |
| 14 | 2001 | 템포드롬                        | 베를린     | 멜 스미스                                 | 2001년 12월 1일  |
| 15 | 2002 | 로마 국립 오페라 극장           | 로마       | 아시아 아르젠토, 멜 스미스                | 2002년 12월 7일  |
| 16 | 2003 | 트레프토프 경기장               | 베를린     | 하이노 페르히                             | 2006년 12월 6일  |
| 17 | 2004 | Forum Convention Center         | 바르셀로나 | 마리아 데 메데이로주, 후앙호 푸이그코르베 | 2004년 12월 11일 |
| 18 | 2005 | 트레프토프 경기장               | 베를린     | 하이노 페르히                             | 2005년 12월 3일  |
| 19 | 2006 | EXPO XXI Center                 | 바르샤바   | 마치에이 스투흐르, 소피 마르소            | 2006년 12월 2일  |
| 20 | 2007 | 트레프토프 경기장               | 베를린     | 얀 요제프 리페르스, 에마뉘엘 베아르       | 2007년 12월 1일  |
| 21 | 2008 | Forum                           | 코펜하겐   | 미카엘 베르텔센                           | 2008년 12월 6일  |
| 22 | 2009 | Hall of the Century             | 보훔       | 안케 엥겔케                               | 2009년 12월 12일 |
| 23 | 2010 | 노키아 콘서트 홀                | 탈린       | 안케 엥겔케, 매르트 아반디                | 2010년 12월 4일  |
| 24 | 2011 | 템포드롬                        | 베를린     | 안케 엥겔케                               | 2011년 12월 3일  |
| 25 | 2012 | Mediterranean Conference Centre | 발레타     | 안케 엥겔케                               | 2012년 12월 1일  |
| 26 | 2013 | Haus der Berliner Festspiele    | 베를린     | 안케 엥겔케                               | 2013년 12월 7일  |
| 27 | 2014 | 라트비아 국립 오페라 극장       | 리가       | 토마스 헤르만스                           | 2014년 12월 13일 |
| 28 | 2015 |                                 | 베를린     |                                           | 2015년 12월 12일 |
| 29 | 2016 |                                 | 브로츠와프 |                                           | 2016년 12월 10일 |
| 30 | 2017 |                                 |            |                                           |                  |
| 31 | 2018 |                                 |            |                                           |                  |
| 32 | 2019 |                                 |            |                                           |                  |
| 33 | 2020 |                                 |            |                                           |                  |
| 34 | 2021 |                                 |            |                                           |                  |
| 35 | 2022 |                                 |            |                                           |                  |

## 같이 보기
- 럭스상
- MTV 유럽 뮤직 어워드